# Coryneliales
Coryneliales är en ordning av svampar. Coryneliales ingår i klassen Eurotiomycetes, divisionen sporsäcksvampar och riket svampar.
|              | Pyrenulales                     |
|              |                                 |
|              | Onygenales                      |
|              |                                 |
|              | Verrucariales                   |
|              |                                 |
|              | Eurotiales                      |
|              |                                 |
|              | Chaetothyriales                 |
|              |                                 |
|              | Mycocaliciales                  |
|              |                                 |
| Coryneliales | \| \| Coryneliaceae \| \| \| \| |
|              | \| \| Coryneliaceae \| \| \| \| |
|              | Ascosphaerales                  |
|              |                                 |
|              | Arachnomycetales                |
|              |                                 |
|              | Monascaceae                     |
|              |                                 |
|              | Strigulaceae                    |
|              |                                 |
|              | Eremascaceae                    |
|              |                                 |
|              | Amorphothecaceae                |
|              |                                 |
|              | Rhynchomeliola                  |
|              |                                 |
|              | Sarcinomyces                    |
|              |                                 |
|              | Cyanopyrenia                    |
|              |                                 |
|              | Calyptrozyma                    |
|              |                                 |
|              | Arthropycnis                    |
|              |                                 |
|              | Rhynchostoma                    |
|              |                                 |
|              | Azureothecium                   |
|              |                                 |
|              | Coryneliaceae                   |
|              |                                 |

|  | Coryneliaceae |
|  |               |